# Articulação cartilagínea
As articulações cartilagíneas são articulações que apresentam um disco de cartilagem, que fixa dois ou mais ossos, permitindo poucos e limitados movimentos. Podem ser divididas em:
- Sincondrose, na qual a articulação possui cartilagem hialina. Como exemplos temos a articulação sincondrose esterno-costal (somente a primeira costela)

- Sínfise, na qual as superfícies ósseas são cobertas por uma fina camada de hialina, e se articulam por intermédio de uma fibrocartilagem espessa. Exemplo: sínfises intervertebrais, ou a sínfise púbica.